# Pilon Peak
Der Pilon Peak ist ein markanter, 1880 m hoher Berg in den Concord Mountains des ostantarktischen Viktorialands. Er ragt etwa 3 km nordöstlich des Mount Works an der Westflanke des Horne-Gletschers in der Everett Range auf.
Das Advisory Committee on Antarctic Names benannte ihn 1970 nach Commander Jerome R. Pilon von der US Navy, Offizier in unterschiedlicher Funktion bei der Flugstaffel VXE-6 zwischen 1967 und 1970, der darüber hinaus dem Advisory Committee on Antarctic Names von 1976 bis 1978 angehörte.